# Apaliunas
Apaliunas (en hitita 𒀀𒀊𒉺𒇷𒌋𒈾𒀸 Āppaliunāš) es el nombre de un dios, atestiguado como divinidad protectora de Wilusa (probablemente Troya) en un tratado escrito en lengua hitita. Se considera a Apaliunas el reflejo hitita de *Apeljōn, una forma antigua del nombre Apolo, como que se puede deducir de la comparación del arcado-chipriota Ἀπείλων con el dorio Ἀπέλλων.
Apaliunas se cuenta entre los dioses que apadrinan un tratado firmado en torno al 1280 a. C. entre Alaksandu de Wilusa, que se interpreta como «Alejandro de Ilión» y el gran rey hitita Muwatalli II. Es una de las tres divinidades nombradas del lado de la ciudad. En Homero el dios Apolo es el constructor de las murallas de Ilión, un dios del lado troyano. Una etimología luvita sugerida para Apaliunas afirma que Apola significa «el de la trampa», tal vez en el sentido de «cazador».

## Bibkiografía
- Latacz, Joachim (2001). Troia und Homer: Der Weg zur Lösung eines alten Rätsels. Múnich.
- Korfmann, Manfred (1998). «Stelen auf den Toren Toias: Apaliunas – Apollon in Truisa – Wilusa?».  En Güven Arsebük, M. Mellink, y W. Schirmer, ed. Light on Top of the Black Hill. Festschrift für Halet Cambel (Estanbul): 471-78.

- Datos: Q389081